# Royal Rumble (1996)
Royal Rumble (1996) — девятое в истории рестлинг-шоу Royal Rumble, организованное World Wrestling Federation (WWF, ныне WWE). Оно состоялось 21 января 1996 года в Фресно, Калифорния на «Селланд-арене».
В главном событии Гробовщик встретился с Бретом Хартом за титул чемпиона мира WWF в тяжелом весе, где Гробовщик победил по дисквалификации из-за вмешательства Дизеля; Харт сохранил титул, так как титулы не переходят из рук в руки по дисквалификации, если это не оговорено. В матче «Королевская битва» 1996 года выиграл Шон Майклз, последним выбросив Дизеля. Он стал вторым после Халка Хогана человеком, выигравшим матч дважды, причем два раза подряд.

## Результаты
| № | Матч                                                                                   | Тип матча                                                  | Время |
| - | -------------------------------------------------------------------------------------- | ---------------------------------------------------------- | ----- |
| 1 | Дюк Дроуси победил Хантера Хёрста Хелмсли                                              | Одиночный матч                                             | 6:25  |
| 2 | Ахмед Джонсон победил Джеффа Джарретта по дисквалификации                              | Одиночный матч                                             | 6:40  |
| 3 | «Дымящиеся ружья» (Билли Ганн и Барт Ганн) победили «Бодидоннас» (Скип и Зип, с Санни) | Командный матч за титулы командных чемпионов WWF           | 11:14 |
| 4 | Голдаст (с Марленой) победил Рейзора Рамона                                            | Одиночный матч за титул интерконтинентального чемпиона WWF | 14:17 |
| 5 | Шон Майклз выиграл «Королевскую битву»                                                 | Матч «Королевская битва» 30-ти рестлеров                   | 58:49 |
| 6 | Гробовщик (с Полом Берером) победил Брета Харта по дисквалификации                     | Одиночный матч за титул чемпиона WWF                       | 28:31 |

### Матч «Королевская битва»
Рестлеры выходили каждые 2 минуты.
| Рестлер | Рестлер                | Кем выбит | Кем выбит            | Время |
| ------- | ---------------------- | --------- | -------------------- | ----- |
| 1       | Хантер Хёрст Хелмсли   | 19        | Дизелем              | 48:01 |
| 2       | Генри Гудвинн          | 2         | Джейком Робертсом    | 16:24 |
| 3       | Боб Бэклунд            | 1         | Йокозуной            | 12:22 |
| 4       | Джерри «Король» Лоулер | 16        | Шоном Майклзом       | 36:02 |
| 5       | Боб Холли              | 18        | Рингмастером         | 39:35 |
| 6       | Король Мэйбел          | 3         | Йокозуной            | 12:14 |
| 7       | Джейк Робертс          | 6         | Вэйдером             | 14:39 |
| 8       | Дори Фанк-младший      | 5         | Савио Вегой          | 10:53 |
| 9       | Ёкодзуна               | 11        | Шоном Майклзом       | 19:14 |
| 10      | 1-2-3 Кид              | 13        | Шоном Майклзом       | 15:40 |
| 11      | Такао Омори            | 4         | Джейком Робертсом    | 2:48  |
| 12      | Савио Вега             | 10        | Вэйдер               | 12:28 |
| 13      | Вейдер                 | 12        | Шоном Майклзом       | 11:04 |
| 14      | Дуг Джилберт           | 7         | Вэйдером             | 2:59  |
| 15      | Скват Тим #1           | 8         | Вэйдером             | 1:11  |
| 16      | Скват Тим #2           | 9         | Вэйдером             | 0:24  |
| 17      | Оуэн Харт              | 21        | Шоном Майклзом       | 20:43 |
| 18      | Шон Майклз             | -         | ПОБЕДИТЕЛЬ           | 26:09 |
| 19      | Хакуси                 | 14        | Оуэном Хартом        | 1:53  |
| 20      | Татанка                | 17        | Дизелем              | 4:09  |
| 21      | Алдо Монтойя           | 15        | Татанкой             | 1:52  |
| 22      | Дизель                 | 29        | Шоном Майклзом       | 17:51 |
| 23      | Кама                   | 28        | Дизелем              | 15:57 |
| 24      | Рингмастер             | 23        | Фату                 | 10:57 |
| 25      | Барри Хоровиц          | 20        | Оуэном Хартом        | 4:15  |
| 26      | Фату                   | 24        | Исааком Янкемом      | 7:07  |
| 27      | Айзек Янкем            | 25        | Шоном Майклзом       | 7:05  |
| 28      | Марти Джанетти         | 22        | Британским Бульдогом | 2:35  |
| 29      | Британский Бульдог     | 27        | Шоном Майклзом       | 3:39  |
| 30      | Дюк Дрос               | 26        | Камой и Дизелем      | 1:10  |

## Остальные
| Комментаторы - Винс Макмэн - Мистер Совершенство Интервьюеры - Док Хендрикс - Тодд Петтенджилл Судьи - Джек Доан - Джим Кордерас - Эрл Хебнер - Тим Уайт | Так же - Говард Финкель — Аннонсер |